# Plant Biology
Plant Biology is een botanisch tijdschrift. Het Engelstalige tijdschrift is een gezamenlijk initiatief van de Koninklijke Nederlandse Botanische Vereniging (KNBV) en de Deutsche Botanische Gesellschaft (DBG) als voortzetting van Acta Botanica Neerlandica van de KNBV en Botanica Acta van de DBG.  
Het tijdschrift publiceert over een breed scala aan onderwerpen met betrekking tot de plantkunde, onder meer plantenfysiologie, moleculaire biologie, celbiologie, ontwikkelingsbiologie, genetica, systematiek, ecologie, evolutiebiologie, ecofysiologie, interacties tussen planten en micro-organismen (waaronder fytopathologie), en relatief veel stukken over bestuivingsbiologie.
Het tijdschrift publiceert volwaardige onderzoeksartikelen, korte onderzoeksartikelen en overzichtsartikelen. Onder het kopje Acute Views worden discussies over actuele onderwerpen en (provocatieve) opinieartikelen geplaatst. De artikelen worden voor publicatie onderworpen aan peer review door gekwalificeerde, onafhankelijke wetenschappers. Geregeld geeft Plant Biology Special issues uit over specifieke thema's zoals bestuivings- en reproductiebiologie of plant-pathogeen interacties; special issues worden geredigeerd door gastredacteuren. 
Manuscripten moeten online ingediend worden en ondergaan peer review. Nadat ingediende artikelen de toets der kritiek hebben doorstaan, kan publicatie volgen. Een abonnement op het tijdschrift is voor iedereen toegankelijk, maar leden van de KNBV en DBG krijgen korting. 
Vanaf januari 2008 wordt het tijdschrift uitgegeven door Wiley-Blackwell. Het tijdschrift verschijnt zes keer per jaar, in de oneven maanden. 